# 유훈영
유훈영(劉壎榮, 일본식 이름: 白川壎榮, 1881년 12월 5일 ~ ?)은 일제강점기의 황해도 해주 지역 유지이다.

## 생애
해주 지역의 지주로, 주로 지역의 교육 사업에 많은 관심을 보였다. 1910년에 공립해주보통학교 학무위원으로 촉탁된 이래 해주제1공립보통학교 학무위원 등을 오래 지냈다. 1921년에는 해주제1공립보통학교의 부지로 2천평이 넘는 땅을 기증하였고, 해주에 도서관을 짓기도 했다.
1918년부터 해주군지주회 회장을 지내며 이 지역의 대표적인 지주이자 유력자로 활동했다. 해주전기와 해주식산, 흥산무역사 중역을 역임하는 등 기업인으로도 활발한 활동을 보였다.
김구의 《백범일지》에는 고향에서 애국계몽 운동을 벌이고 있을 때, 유훈영의 초청을 받아 그의 아버지 회갑연에 참석했다는 기록이 나온다. 역시 지주인 유훈영의 아버지도 해주에 사립 정내여학교를 설립한 인물이었다.
유훈영은 1918년에 정내여학교 교장으로 부임하였고, 아버지를 설득해 학교에 부동산을 기부하게 하고 자신도 매년 경비를 지원하면서 학교 운영에 힘을 쏟았다. 1934년에는 재단법인 설립을 인가받아 본격적으로 교육 사업에 뛰어들었다. 아버지가 1908년에 설립한 정내여학교의 후신인 해주정내여자보통학교를 중심으로 설립된 재단이었다.
1935년에 조선총독부가 시정 25주년을 기념해 표창한 표창자 명단에 들어 있으며, 태평양 전쟁 시기에는 조선임전보국단에 황해도 지역 대표로 참여한 바 있다. 1942년에 거액의 비행기대금을 일본군에 헌납하여 이 사실이 《매일신보》에 보도되었다.
2008년에 민족문제연구소가 발표한 친일인명사전 수록예정자 명단 중 지역유력자 부문에 선정되었으나 보류되었다.

## 참고자료
- 유훈영(劉壎榮) - 국사편찬위원회